# Frank Ramírez
Frank Ramírez (Aguazul, 12 de fevereiro de 1939 — Bogotá, 19 de fevereiro de 2015) foi um ator e diretor de televisão colombiano.

## Filmografia

### Televisão
- Metástasis (2015), como Héctor Salamanca.[2]
- La ruta blanca (2012), como Gustavo Encinales El Jefe
- En los tacones de Eva (2006), como Jesús.
- La saga, negocio de familia (2004).... Pedro Manrique
- Pecados capitales (2002-2004).... Evaristo Salinas y Cándido Paz.
- Isabel me la Velo (2001).... Sergio Arocha
- ¿Por qué diablos? (1999), como Boris Mondragón.
- Perro amor (1998), como Pedro Brando.
- Candela (1996).... Emiliano Santa
- La Voragine (1990)
- St. Elsewhere (1985)
- Riptide (1984)
- El gallo de oro (1982), como Dionisio Pinzón.
- Serpico (1977)
- Harry O (1974)
- Barnaby Jones (1974)
- La ley del revólver (1973)
- La chica de la tele (1971)
- Los atrevidos (1969)
- El gran chaparral (1968)

### Cinema
- Águilas no cazan moscas (1994), como Profesor Albarracín
- La estrategia del caracol (1993), como 'Perro' Romero
- Río Negro (1991), como Tomás Funes
- María Cano (1990), como Ignacio Torres Giraldo
- Milagro en Roma (1989)
- Técnicas de duelo:una cuestión de honor (1989), como Profesor Albarracín
- Cóndores no entierran todos los días (1984), como León María Lozano El Cóndor
- La ira de Dios (1972)
- Sospechoso del asesinato (1969), como Gabriel Jimmyboy.